# Kawin Thamsatchanan
Kawin Thamsatchanan (tajski: กวินทร์ ธรรมสัจจานันท์; ur. 26 stycznia 1990 w Bangkoku) – tajski piłkarz występujący na pozycji bramkarza w belgijskim klubie OH Leuven. Jest także reprezentantem Tajlandii.
Thamsatchanan zaczął swoją karierę w klubie Raj Pracha-Nonthaburi i w pierwszej kadrze tego klubu znajdował się przez rok. Następnie przeszedł do Muangthong United, z którym w 2009 roku po raz pierwszy w historii tego klubu sięgnął po tytuł mistrza kraju.
W reprezentacji Tajlandii zadebiutował w 2010 roku w spotkaniu z Singapurem rozgrywanym w tamach Pucharu Króla Tajlandii.

## Sukcesy

### Muangthong United
- Thai Premier League: 2009
- Thai Division 1 League: 2008